# 孔特
孔特（法語：Contes，法語發音：[kɔ̃t]）是法国滨海阿尔卑斯省的一个市镇，位于该省中南部偏东，属于尼斯区。
这个村庄听起来像法语单词“ comte”，即贵族头衔伯爵，因此在革命时期 它自称为“Point Libre” 。
它以前是一个农村社区，以橄榄、葡萄园和养牛为基础的经济，现已转变为一个二级城镇，为在 15 公里（9.3 英里）远的尼斯市工作的人们提供服务活动和住宅区。

## 地理
孔特（43°48'43"N, 7°18'50"E）面积19.47 平方千米，位于法国普罗旺斯-阿尔卑斯-蓝色海岸大区滨海阿尔卑斯省，该省份为法国东南部沿海省份，南濒地中海，西南至瓦尔省，西北接上普罗旺斯阿尔卑斯省，北部和东部与意大利接壤。
与孔特接壤的市镇（或旧市镇、城区）包括：邦代然、贝尔莱萨尔普、布洛萨斯克、康塔龙、沙托纳维勒维耶伊尔、科阿拉兹。

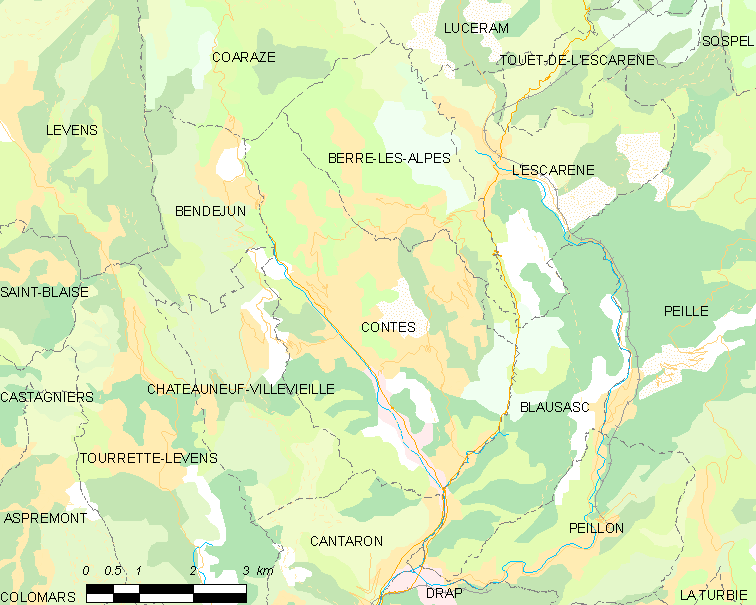
孔特的OSM定位图

孔特的时区为UTC+01:00、UTC+02:00（夏令时）。

## 行政
孔特的邮政编码为06390，INSEE市镇编码为06048。

## 政治
孔特所属的省级选区为孔特县。

## 人口

1962-2008年间孔特人口变化图示

孔特于2022年1月1日时的人口数量为7722人。